# Sphenometopa stelviana
Sphenometopa stelviana är en tvåvingeart som först beskrevs av Brauer och Julius Edler von Bergenstamm 1891.  Sphenometopa stelviana ingår i släktet Sphenometopa och familjen köttflugor.
Artens utbredningsområde är Italien. Inga underarter finns listade i Catalogue of Life.